# 杉原中秀
杉原 中秀（すぎはら なかひで、? - 寛保2年3月21日（1742年4月25日））は、備中国足守藩の家老。山の手杉原家第4代当主。
第3代当主杉原嘉中の子。通称は権之助。子に杉原政春。
正徳3年（1713年）6月4日に相続し、40人扶持を給わる。享保15年（1730年）3月に家老見習となり、同17年に家老本役となって10人扶持を加増される。同20年に隠居を命じられ、寛保2年（1742年）3月21日に病死した。